# Papiermühle (Georgenberg)
Papiermühle ist Ortsteil der Gemeinde Georgenberg im Bezirk Oberpfalz im Landkreis Neustadt an der Waldnaab.

## Geographische Lage
Die Einöde Papiermühle liegt ungefähr drei Kilometer westlich von Georgenberg im Zottbachtal an der Staatsstraße 2396. Der Ort liegt auf der Ostseite des Zottbaches etwa 200 Meter nördlich von Neuenhammer.

## Geschichte
Ende des 18. Jahrhunderts gab es eine Papiermühle nördlich von Neuenhammer, die den Ortsteil Papiermühle bildete. 1790 übernahmen die Duscheks diese Papiermühle. Die Familie Duschek führte schon seit 1728 die Papiermühle in Ödkührieth.
1814 beantragte der Papierfabrikant Duschek beim Bezirksamt Vohenstrauß die Umwandlung seiner Papiermühle in ein Glasschleifwerk. 1855 gab es in Papiermühle zwei Glasschleifen.
Ab 1830 war Papiermühle Gemeindeteil der Gemeinde Dimpfl. Zur Gemeinde Dimpfl gehörten Dimpfl selbst, Galsterlohe, Hammermühle, Kühtränk, Papiermühle, Prollermühle, Rehberg, Rehlohe und Schmidtlerschleif.
1867 hatte Papiermühle 4 Gebäude und 12 Einwohner. Papiermühle gehörte zur Gemeinde Dimpfl, zu der außer Dimpfl selbst mit 123 Einwohnern und 39 Gebäuden noch Galsterlohe (einschließlich Ziegelhütte) mit 69 Einwohnern und 10 Gebäuden, Hammermühle mit 11 Einwohnern und 3 Gebäuden, Kühtränk mit 11 Einwohnern und 4 Gebäuden, Prollermühle mit 6 Einwohnern und 4 Gebäuden, Rehberg mit 94 Einwohnern und 24 Gebäuden, Rehloh mit 9 Einwohnern und 3 Gebäuden, Schmidtlerschleif mit 25 Einwohnern und 4 Gebäuden zählten.
Im Topographisch-statistischen Handbuch des Königreichs Bayern von 1867 und auch im Historischen Atlas von Bayern werden für den Anfang des 19. Jahrhunderts Papiermühle und Schmidtlerschleif als Teile von Neuenhammer angegeben. Neuenhammer wird zu dieser Zeit auch noch als Oedmühl bezeichnet. Papiermühle und Schmidtlerschleif tauchen in der Matrikel von 1838 noch nicht auf, sondern erst in der Matrikel von 1913.
1970 fand eine Volksabstimmung zur freiwilligen Gebietsreform statt. In der Folge wurde zum 1. Januar 1971 die Gemeinde Dimpfl nach Georgenberg eingemeindet. Auf diese Weise gelangte auch Papiermühle in die Gemeinde Georgenberg.

## Religion
Papiermühle gehört zur Pfarrei Neukirchen zu St. Christoph und zum Dekanat Leuchtenberg.
Die ältesten Einträge in die Kirchenbücher der Pfarrei Neukirchen zu St. Christoph zur Ortschaft Papiermühle stammen aus dem Jahr 1757 (Taufmatrikel).
1913 hatte Papiermühle ein Haus und 48 Katholiken.
Die Pfarrei Neukirchen zu St. Christoph hatte zu dieser Zeit 1474 Katholiken und 6 Protestanten.
1990 lebten in Papiermühle 5 Katholiken.
Die Pfarrei Neukirchen zu St. Christoph hatte zu dieser Zeit 1541 Katholiken und 24 Nichtkatholiken.

## Sehenswertes
Zwischen Papiermühle und Neuenhammer führt eine Brücke über den Zottbach.
Bei dieser Brücke wechselt der Glasschleiferweg von der westlichen Seite des Zottbaches bei Papiermühle auf die östliche Seite des Zottbaches bei Neuenhammer.
Dieser Wanderweg führt in südlicher Richtung am Zottbach entlang über Neuenhammer und Hagenmühle nach Pleystein.
In nördlicher Richtung verläuft er am Zottbach entlang am 7-Insel-Weiher vorbei über Galsterlohe nach Georgenberg.